# Arena Pernambuco
Arena Pernambuco (officiellt namn: Estádio Governador Carlos Wilson Rocha de Queirós Campos) är en fotbollsarena i Recife, Pernambuco, Brasilien, som stod färdigbyggd i maj 2013, inför Fifa Confederations Cup 2013 och världsmästerskapet i fotboll 2014. Arenan ingår i ett större byggprojekt vid namn Cidade da Copa, som är ett bostadsområde i Recife stad.

## Evenemang

### Fifa Confederations Cup 2013
Arena Pernambuco var värdarena vid tre matcher under Fifa Confederations Cup 2013.
| Datum         | Lag     | Resultat | Lag     | Åskådare |
| ------------- | ------- | -------- | ------- | -------- |
| 16 juni, 2013 | Spanien | 2 – 1    | Uruguay | 41 765   |
| 19 juni, 2013 | Italien | 4 – 3    | Japan   | 40 489   |
| 23 juni, 2013 | Uruguay | 8 – 0    | Tahiti  | 22 047   |